# Classe Oudaloï
Les navires de la classe Oudaloï (ou Project 1155) sont des destroyers lance-missiles soviétiques fonctionnant en tandem avec les destroyers de la classe Sovremenny. Cette classe est principalement destinée à la lutte anti-sous-marine.

## Histoire
Lorsque la décision de lancer le programme Oudaloï (Projet 1155) a été prise en 1972, il devait initialement s’agir de bâtiments d’escorte dérivés du Projet 1135-Krivak. Ils ont été progressivement agrandis et mieux armés pour devenir des destroyers lance-missiles destinés prioritairement à la lutte anti-sous-marine.
C’est le bureau d’études Severnoe qui a été chargé de leur conception et leur première appellation OTAN était « Bal-Com 3 ». Au sein des Forces navales les Oudaloï complètent les destroyers lance-missiles Sovremennyy (Projet 956) dédiés quant à eux à la lutte antinavire. Les Oudaloï disposent donc d’un sonar d’étrave et d’un sonar remorqué à basse fréquence. Leurs capacités antiaérienne et antinavire sont par contre plus limitées hormis la dernière unité, du type Oudaloï II, qui diffère des précédentes.

## Description et caractéristiques

### Description
Au début des années 1970, la Marine soviétique se préoccupe du vieillissement de ses destroyers armés de canons et décide de s'équiper d'un navire orienté essentiellement dans le combat anti-surface et l'appui feu contre la terre, préoccupation qui donna naissance au projet no 965 Sarych aboutissant aux destroyers Sovremennyy. La révélation du projet américain de destroyers anti-sous-marins de classe Spruance poussa les Soviétiques à se doter de grands destroyers anti-sous-marins pour compléter les Sovremennyy qui ne disposaient que de faibles capacités dans ce domaine. C'est ainsi que le projet 1151 Fregat fut lancé aboutissant in fine aux destroyers de classe Oudaloï.
Un système COGAG à base de turbines à gaz propulse le navire de 6 700 tonnes (Oudaloï) ou 7 500 tonnes (Oudaloï II) jusqu’à 30 nœuds. La puissance totale des 4 turbines atteint 60 000 ch. Les Oudaloï sont réputés pour avoir une bonne stabilité à la mer et une grande autonomie.

### Rôle
Cette idée de « couple » (un destroyer ASM et un destroyer ASF/AA) avait déjà germé dans les années 1960 avec les projets 1144 Orlan (35 à 40 bâtiments ASM) et les projets 1165 Fugas (35 à 40 bâtiments antiaériens) mais ces deux projets avaient fusionné pour donner naissance aux croiseurs lourds de classe Kirov.
La marine soviétique ne fut cependant pas satisfaite de cette solution et, aiguillonnée par les Ticonderoga américains, chercha à se doter de destroyers multi-missions. C'est ainsi que naquit la classe Oudaloï II (projet 11551) qui combinait le meilleur des Sovremennyy et des Oudaloï. La chute de l'URSS ne permit que la construction d'un seul et unique Oudaloï II, l’Amiral Chabanenko.

### Armement
L’armement principal d’un Oudaloï comprend 8 missiles anti-sous-marins SS-N-14 « Silex » (fusée porteuse d’une torpille Type 53 avec une portée de 50 km) en lanceurs quadruples de chaque côté du navire, 8 lance-torpilles de 533 mm et 2 lance-roquettes anti sous-marin RBU-6000 (6 km de portée). Deux hélicoptères de lutte anti-sous-marine Ka-27 peuvent prendre place dans le hangar à l’arrière.
Si les Udaloy n’emportent pas de missiles antinavires « dédiés », il existe une version antinavire du SS-N-14 avec charge explosive ou nucléaire à la place de la torpille. La défense antiaérienne et rapprochée des Oudaloï est assurée par 2 canons AK-100 de 100 mm, 4 canons multitubes AK-630 de 30 mm, 8 systèmes SA-N-9 (à 8 missiles de 15 km de portée soit 64 missiles au total) et, sur certains navires seulement, 8 mitrailleuses de calibre de 12,7 mm.
L’équipage comprend 249 hommes dont 29 officiers.

## Les unités
L’URSS avait prévu de construire 50 destroyers Oudaloï et Sovremennyy. Mais à la suite de la chute de l’URSS seulement 13 Oudaloï furent lancés entre 1980 et 1990 par les Chantiers de la Baltique Jdanov à Leningrad et Yantar à Kaliningrad. Un 14e Oudaloï (second Oudaloï II) a été démantelé sur cale en 1994 tandis qu’un 15e n’a jamais été mis sur cale.
En 2008, la marine russe disposait encore de 7 Oudaloï en service tandis que 4 ont été désarmés et 2 sont en réserve ou réparation.

### Oudaloï
| Nom                   | Chantier naval                      | Mise en chantier | Lancement | Mise en service | Commentaire                                                                    |
| --------------------- | ----------------------------------- | ---------------- | --------- | --------------- | ------------------------------------------------------------------------------ |
| Oudaloï               | Chantiers de Yantar, Kaliningrad    | 1978             | 1980      | novembre 1980   | Désarmé et cannibalisé au profit des autres en 2003                            |
| Vice-amiral Koulakov  | Chantiers de la Baltique, Leningrad | 1978             | 1980      | septembre 1981  | Révision en 1990 puis en réserve                                               |
| Maréchal Vassilievski | Chantiers de la Baltique, Leningrad | 1979             | 1982      | juin 1983       | Retiré du service en 2007                                                      |
| Amiral Zakharov       | Chantiers de la Baltique, Leningrad | 1979             | 1982      | octobre 1983    | Démoli dans les années 2000                                                    |
| Amiral Spiridonov     | Chantiers de Yantar, Kaliningrad    | 1981             | 1983      | septembre 1984  | Désarmé et cannibalisé au profit des autres en 2003                            |
| Amiral Tribouts       | Chantiers de la Baltique, Leningrad | 1982             | 1983      | août 1985       |                                                                                |
| Maréchal Chapochnikov | Chantiers de la Baltique, Leningrad | 1983             | 1985      | octobre 1985    |                                                                                |
| Maréchal Boudienny    | Chantiers de Yantar, Kaliningrad    | 1983             | 1985      | décembre 1986   | Renommé en Simferopol puis Severomorsk et remotorisation en 1999-2001.         |
| Amiral Levtchenko     | Chantiers de la Baltique, Leningrad | 1985             | 1985      | janvier 1988    | Remotorisation en 1999-2001.                                                   |
| Amiral Vinogradov     | Chantiers de Yantar, Kaliningrad    | 1986             | 1987      | octobre 1988    |                                                                                |
| Amiral Kharlamov      | Chantiers de Yantar, Kaliningrad    | 1986             | 1988      | septembre 1989  | Placé en réserve en 2006 dans l’attente de pouvoir financer sa remotorisation. |
| Amiral Panteleïev     | Chantiers de Yantar, Kaliningrad    | 1988             | 1990      | juillet 1991    |                                                                                |

### Oudaloï II
| Nom                | Chantier naval                   | Mise en chantier | Lancement | Mise en service |
| ------------------ | -------------------------------- | ---------------- | --------- | --------------- |
| Amiral Tchabanenko | Chantiers de Yantar, Kaliningrad | 1989             | 1995      | 23 juin 1996    |

Le dernier des Oudaloï diffère des autres par son armement et ses équipements renforcés en en faisant un destroyer multirôle. Cet Oudaloï II ou Oudaloï Mod (projet 1155) dispose de 8 missiles antinavires SS-N-22 Sunburn (110 km de portée), comme les Sovremennyy, à la place des SS-N-14. Les 2 canons AK-100 de calibre 100 mm sont aussi remplacés par une tourelle bitube AK-130 de 130 mm et les AK-630 par 2 systèmes CADS-N-1. Le CADS-N-1 comprend 8 missiles surface-air SA-N-11 Grison de 8 km de portée associés à 2 canons multitubes AK-630 de 30 mm.
En ce qui concerne l’armement anti-sous-marin, les lance-roquettes RBU 6000 sont remplacés par des RBU 12000 de 3 km de portée tandis que des missiles anti-sous-marins SS-N-15 « Starfish » (40 km de portée) peuvent être lancés depuis les tubes lance-torpilles. De nombreux équipements (sonars, radars, systèmes de contrôle de tir, guerre électronique, etc.) ont été remplacés par des systèmes plus modernes. L’équipage passe à 298 hommes dont 29 officiers. 
Deux autres navires étaient prévus mais démantelé sur cale pour le premier et jamais construit pour le second, l'Amiral Bassisti et l'Amiral Koutcherov